# Catherine Amelia O'Brien
Catherine Amelia O'Brien ou Kitty O'Brien (19 juin 1881 - 18 juillet 1963) est une artiste vitrailliste irlandaise, membre puis directrice d'An Túr Gloine.

## Enfance et éducation

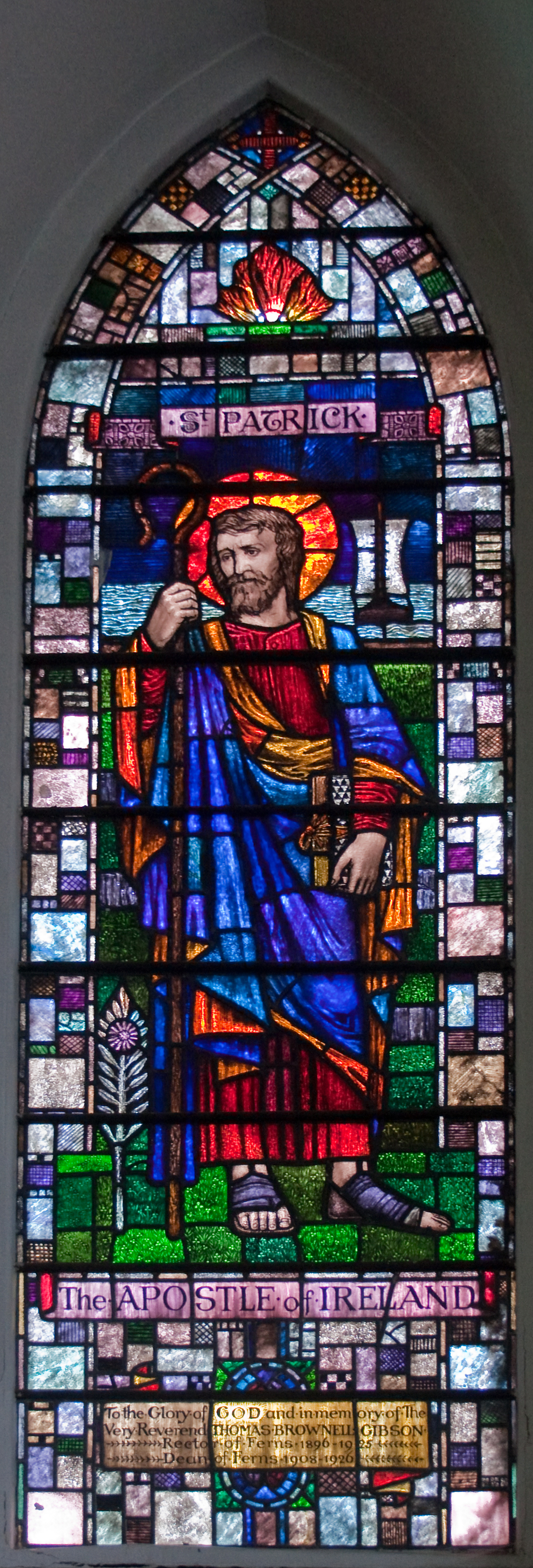
Cathédrale de fougères St. Patrick par Catherine O'Brien

Catherine Amelia O'Brien est née à Durra House, Spancill Hill, comté de Clare, le 19 juin 1881. Elle est l'une des cinq enfants de Pierce O'Brien, un gentleman propriétaire terrien, et de Sophia Angel St John O'Brien. Sa cousine germaine est la sculptrice sur bois Sophia St John Whitty. O'Brien assisté au Mercy Convent à Ennis et remporte une bourse à la Dublin Metropolitan School of Art. Là-bas, elle étudie avec William Orpen et Alfred E. Child qui lui enseigne l'art du vitrail.

## Carrière artistique
Parmi ses premières commandes se trouve la baie St Ita pour la cathédrale St Brendan à Loughrea en 1904, conçue par Sarah Purser. O'Brien rejoint An Túr Gloine en 1906 et y commence sa carrière en concevant la verrière Angel of the Annunciation dans la chapelle du couvent d'Enniskillen. Pour une fenêtre dans la chapelle privée Wilson à Coolcarrigan à Naas dans le comté de Kildare en 1912, O'Brien incorpore des éléments celtiques, certains s'inspirant du Livre de Durrow. En 1914, elle fait une tournée des cathédrales de Paris, Rouen et Chartres avec Purser et Wilhelmina Geddes. O'Brien conçoit trois fenêtres représentant St John, St Flannan et St Munchin, pour la chapelle Honan de l'University College Cork en 1916. Son dessin de 1923 de la fenêtre commémorative du centenaire dans l'église St Andrew's, Lucan, représente la parabole du Bon Pasteur. Lorsqu'en 1925 An Túr Gloine devient une société coopérative, O'Brien devient actionnaire avec Ethel Rhind, Evie Hone et Michael Healy.
Sa lunette The spirit of night en 1926 représente la nuit, le crépuscule et l'aube ; elle est conçue pour Roselands la maison privée de Keng Chee à Singapour, le bâtiment est aujourd'hui démoli. La fenêtre de Sainte Catherine de Sienne pour la chapelle du couvent du Sacré-Cœur à Newton, Massachusetts, date de 1927. Sa verrière St Patrick 1931 pour la De La Salle school, East Coast Rd à Singapore est commissionnée par l'architecte Denis Santry ; c'est la seule œuvre de vitrail existante par un artiste irlandais dans ce pays. Tout comme Rhind, O'Brien emploie également l'opus sectile, par exemple pour sa Mass in penal days de 1936 du couvent franciscain d'Athlone dans le comté de Westmeath. O'Brien contribue à deux fenêtres, Pelican and lamb et Host and chalice: wheat and grapes, sur les dix fenêtres produites par An Túr Gloine pour la Brophy College Chapel à Phoenix en Arizona en 1937. De 1937 à 1947, O'Brien travaille sur 22 panneaux sectes opus pour l'église protestante d'Ennis.
Purser prend sa retraite d'An Túr Gloine en 1940, et O'Brien lui succède en tant que directrice et va jusqu'à acheter la coopérative et son contenu en 1944. O'Brien loue une partie des locaux à un collègue vitrailliste Patrick Pollen à partir de 1954. O'Brien expose à l'Exposition irlandaise des arts vivants de 1953 et à l'exposition de 1958 de la Société des arts et métiers d'Irlande. Lorsque les studios d'An Túr Gloine sont endommagés par le feu en 1958, elle reconstruit et rouvre en 1959. O'Brien est une membre active des Soroptimists et de la Guild of Irish Art Workers. Le dernier travail qu'elle termine est une fenêtre pour l'église St Multose, Kinsale en 1962. Une commande de deux fenêtres pour la chapelle privée d'Áras an Uachtaráin pour le président Éamon de Valera reste inachevée à sa mort.

## Mort et héritage

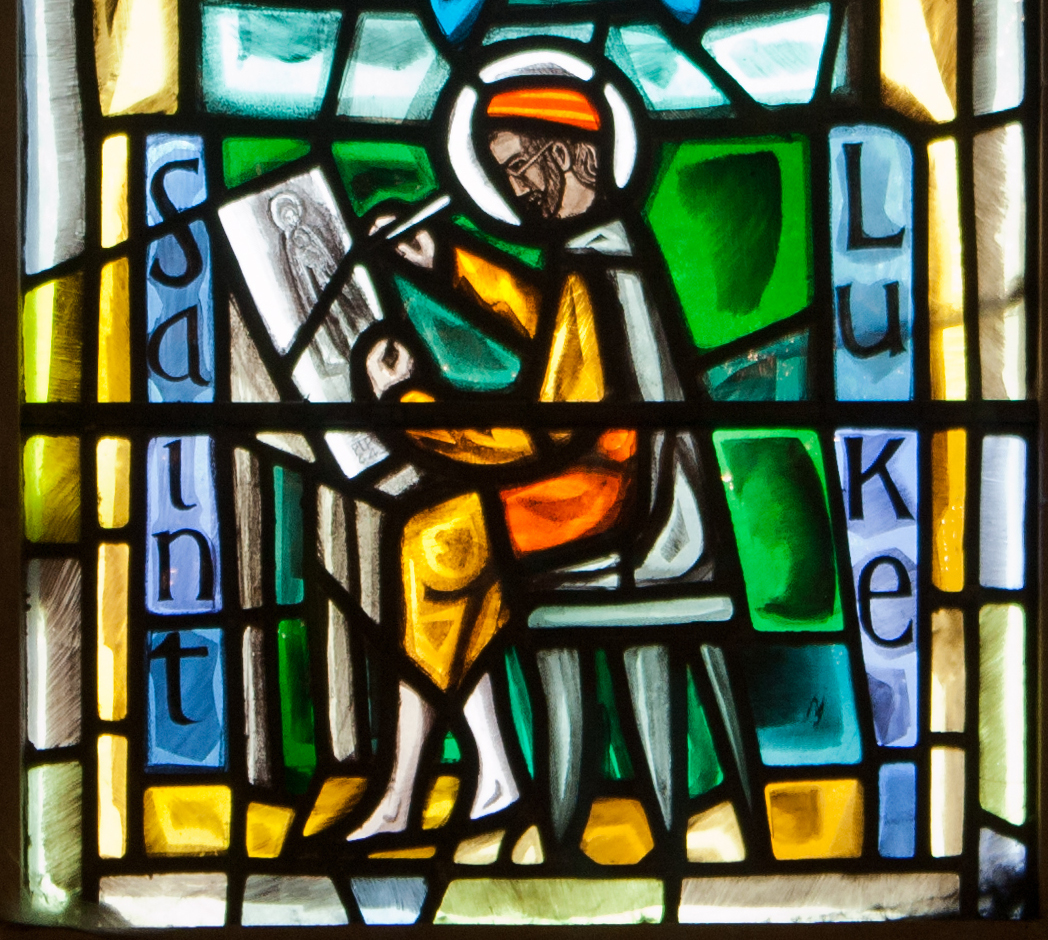
Dublin Christ Church Cathedral Chapelle de Laurence O'Toole Window Vierge à l'enfant avec Saint Luc par Patrick Pollen (détail)

O'Brien meurt à l'hôpital Sir Patrick Dun de Dublin le 18 juillet 1963. Elle est  enterrée dans le cimetière de Whitechurch dans le comté de Dublin. Elle est commémorée dans une fenêtre conçue par Pollen à la chapelle St Laurence O'Toole dans la cathédrale Christ Church de Dublin, où pendant quarante ans elle a fait des arrangements floraux. Plus de 150 de ses dessins An Túr Gloine tirés de cahiers sont maintenant à la National Gallery of Ireland.

## Autres travaux
- St Patrick window, St Edan's cathedral, Ferns dans le comté de Wexford (1931).
- Scenes from John Bunyan's The pilgrim's progress, St Bartholomew's church, Ballineen dans le comté de Cork (1936).
- Transfiguration of Christ window, St Naithi's church, Dundrum dans le comté de Dublin.
- Window in memory of Bishop Harry Vere White, St Bartholomew's church, Clyde Rd à Dublin (1942).
- St Francis of Assisi window, Church South Kinacop dans le comté de Nairobi au Kenya (1953).
- The sower, Killoughter Protestant church, Redhills dans le comté de Cavan (1953).
- 16 roundels, St Helen's church, Vero Beach en Floride (1958)[1],[5].